# بایان لپاس
بایان لپاس شهرکی در ایالت پنانگ مالزی است. این شهرک در ناحیه جنوب غربی جزیره پنانگ، نزدیک رأس جنوب شرقی جزیره پنانگ واقع شده است. بایان لپاس که در قرن نوزدهم تأسیس شد، سرای فرودگاه بین‌المللی پنانگ و دیگر صنایع مختلف است.
طبق شنیده‌های شهری، بایان لپاس در اواخر قرن نوزدهم، توسط خانواده‌ای از سوماترا بنیان نهاده شد.

## پیشینه
اعتقاد بر این بود که نام بایان لپاس به افتخار خانواده متمول سوماترایی که در اواخر قرن نوزدهم شهرک را بنیان نهاد، نامگذاری شده است.

## مراکز خرید
بزرگ‌ترین مرکز خرید منطقه در پنانگ، کوئینزبای مال، در نزدیکی بایان بارو واقع شده است. با دارا بودن مجموع مساحت ناخالصی برابر ۲٬۵۰۰٬۰۰۰ فوت مربع (۲۳۰٬۰۰۰ مترمربع)، شامل ۴۰۰ فروشگاه، حاوی نشانهای تجاری از قبیل بوردرز، گپ و هاروی نورمن، هم چنین یک سینما و بخش‌های تفریح و سرگرمی گوناگونی است.
همین‌طور مراکز خرید کوچکتر و هایپر مارکتهایی در بایان بارو احداث شده‌اند تا بخش قابل ملاحظه ای از نیازهای منطقه را تأمین کنند.
- سان شاین اسکوئر
- جاینت هایپرمارکت بایان بارو[۳]
- دی پیازا مال[۴]
- وان پریسینگت (One Precinct)[۵]
- مایانگ مال[۶]

## جذابیت‌های گردشگری
معبد مار که گفته می‌شود تنها معبد چینی در دنیا است که مارها در آن سکونت دارند. این معبد در دههٔ ۱۸۵۰ ساخته شد و گونه‌هایی از افعی چاله‌دار را به خود جذب کرده است، که اعتقاد بر این است، به خاطر وجود بخورهای درون معبد به کسی صدمه نمی‌زنند. این معبد هم چنین، کانون برگزاری جشن‌های سال نو چینی است.
موزهٔ جنگ پنانگ در باتو مائونگ، نزدیک رأس جنوب شرق جزیره پنانگ، واقع شده است. این مکان، پیش از اینکه در سال ۲۰۰۲ به موزه تبدیل شود، به صورت یک قلعه بود و ادوات و جنبه‌های نظامی همچون سنگرها و استحکامات نظامی، تونل‌ها و محل استقرار مسلسل، همانگونه که ارتش بریتانیا در دههٔ ۱۹۳۰ ایجاد کرده بود، در آن قرار دارد.